# 10084 Rossparker
10084 Rossparker este o planetă minoră (asteroid), cu un diametru de 3,869 km, din centura de asteroizi. A fost descoperită pe 25 august 1990 la Observatorul Palomar de Henry E. Holt. 
Obiectul prezintă o orbită caracterizată de o semiaxă mare de 2,2238972 UAi, o excentricitate de 0,16, o înclinație de 3,51264 ° în raport cu ecliptica.